# Keir Dullea
Keir Dullea (Cleveland, 30 mei 1936) is een Amerikaans acteur. Hij won in 1963 een Golden Globe in de categorie 'meest veelbelovende nieuwkomer'. Een jaar later werd hij genomineerd voor een BAFTA Award voor zijn hoofd- en titelrol in de dramafilm David and Lisa. Zijn hoofdrol als Dr. David Bowman in Stanley Kubricks filosofische sciencefictionfilm 2001: A Space Odyssey maakte van Dullea een cultacteur.
Dullea speelde een naamloos bijrolletje in de televisiefilm Mrs. Miniver (1960) en eenmalige rolletjes in verschillende televisieseries voordat hij in 1961 debuteerde op het witte doek, als Billy Lee Jackson in Hoodlum Priest. Sindsdien speelde hij in meer dan dertig andere films, meer dan veertig inclusief televisiefilms.
Dullea trouwde in 1999 met actrice Mia Dillon, zijn vierde echtgenote. Eerder was hij getrouwd met Margot Bennett (1960-1968), Susan Schloss Lessans (1969-1970) en Susie Fuller (1972-1998). Hij is de stiefvader van de twee dochters van Fuller, van wie hij afscheid moest nemen omdat ze in 1998 overleed. Zijn eerste twee huwelijken eindigden in echtscheidingen.

## Filmografie
*Exclusief 10+ televisiefilms
| - Valley of the Gods (2019) - Fahrenheit 451 (2018) - April Flowers (2017) - Space Station 76 (2014) - Infinitely Polar Bear (2014) - Isn't It Delicious (2013) - Fortune (2009) - All Me, All the Time (2009) - The Accidental Husband (2008) - The Good Shepherd (2006) - A Lonely Sky (2006) - The Day My Towers Fell (2006) - Alien Hunter (2003) - Three Days of Rain (2002) - The Divine Inspiration (2000) - Oh, What a Night (1992) - 2010 (1984) - The Next One (1984) - Blind Date (1984) - BrainWaves (1983) | - Leopard in the Snow (1978) - Full Circle (1977) - Welcome to Blood City (1977) - Mannikin (1977) - Three Dangerous Ladies (1977) - Black Christmas (1974) - Paul and Michelle (1974) - Paperback Hero (1973) - Pope Joan (1972) - Il diavolo nel cervello (1972) - De Sade (1969) - 2001: A Space Odyssey (1968) - The Fox (1967) - Madame X (1966) - Bunny Lake Is Missing (1965) - The Thin Red Line (1964) - Mail Order Bride (1964) - Le ore nude (1964) - David and Lisa (1962) - Hoodlum Priest (1961) |

- Biblioteca Nacional de España: XX1412791
- Bibliothèque nationale de France: cb13940257g (data)
- Gemeinsame Normdatei: 133575837
- International Standard Name Identifier: 0000 0001 0917 8276
- Library of Congress Control Number: n88240615
- MusicBrainz: 43d08ef2-c484-4b1a-adc6-754a9264e9e5
- Nationale Bibliotheek van Tsjechië: xx0157731
- Nationale Bibliotheek van Israël: 987007429436505171
- Nederlandse Thesaurus van Auteursnamen: 071242147
- SNAC: w6fv0v18
- Système universitaire de documentation: 063760789
- Virtual International Authority File: 76504777
- WorldCat: E39PBJr7WcHhy4RtCChxbYWbh3